# 法國國家女子手球隊
法國國家女子手球隊是法國女子手球的國家隊，由法國手球聯合會負責管理和率領，代表法國參加各項國際女子手球賽事。

## 主要成績

### 奧林匹克運動會
- 2000：第 6 名
- 2004：第 4 名
- 2008：第 5 名
- 2012：第 5 名
- 2016： 亚军
- 2020： 冠军
- 2024： 亚军

### 世界女子手球錦標賽
- 1999年世界女子手球錦標賽：亞軍
- 2001年世界女子手球錦標賽：第 5 名
- 2003年世界女子手球錦標賽：冠軍
- 2005年世界女子手球錦標賽：第 12 名
- 2007年世界女子手球錦標賽：第 5 名
- 2009年世界女子手球錦標賽：亞軍
- 2011年世界女子手球錦標賽：亞軍
- 2013年世界女子手球錦標賽：第 6 名
- 2015年世界女子手球錦標賽：第 7 名
- 2017年世界女子手球錦標賽：冠军
- 2019年世界女子手球錦標賽：第 13 名
- 2021年世界女子手球錦標賽：亞軍
- 2023年世界女子手球錦標賽：冠军

### 歐洲女子手球錦標賽
- 2000年歐洲女子手球錦標賽：第 5 名
- 2002年歐洲女子手球錦標賽：季軍
- 2004年歐洲女子手球錦標賽：第 11 名
- 2006年歐洲女子手球錦標賽：季軍
- 2008年歐洲女子手球錦標賽：第 14 名
- 2010年歐洲女子手球錦標賽：第 5 名
- 2012年歐洲女子手球錦標賽：第 9 名
- 2014年歐洲女子手球錦標賽：第 5 名
- 2016年歐洲女子手球錦標賽：季军
- 2018年歐洲女子手球錦標賽：冠军
- 2020年歐洲女子手球錦標賽：亚军
- 2022年歐洲女子手球錦標賽：第 4 名
- 2024年歐洲女子手球錦標賽：第 4 名

### 其他主要賽事
- 1987年地中海运动会：亞軍
- 1991年地中海运动会：亞軍
- 1993年地中海运动会：亞軍
- 1997年地中海运动会：冠軍
- 2001年地中海运动会：冠軍
- 2005年地中海运动会：第 4 名
- 2009年地中海运动会：冠軍
- 2002 Møbelringen Cup：季軍
- 2004 Møbelringen Cup：亞軍
- 2006 Møbelringen Cup：季軍
- GF World Cup '07：亞軍
- GF World Cup '08：季軍
- GF World Cup '10：季軍
- GF World Cup '11：季軍

## 外部連結
- European Handball Federation （页面存档备份，存于）（英文）
- International Handball Federation （页面存档备份，存于）（英文）